# Suddivisioni dell'Inghilterra

Divisioni amministrative dell'Inghilterra

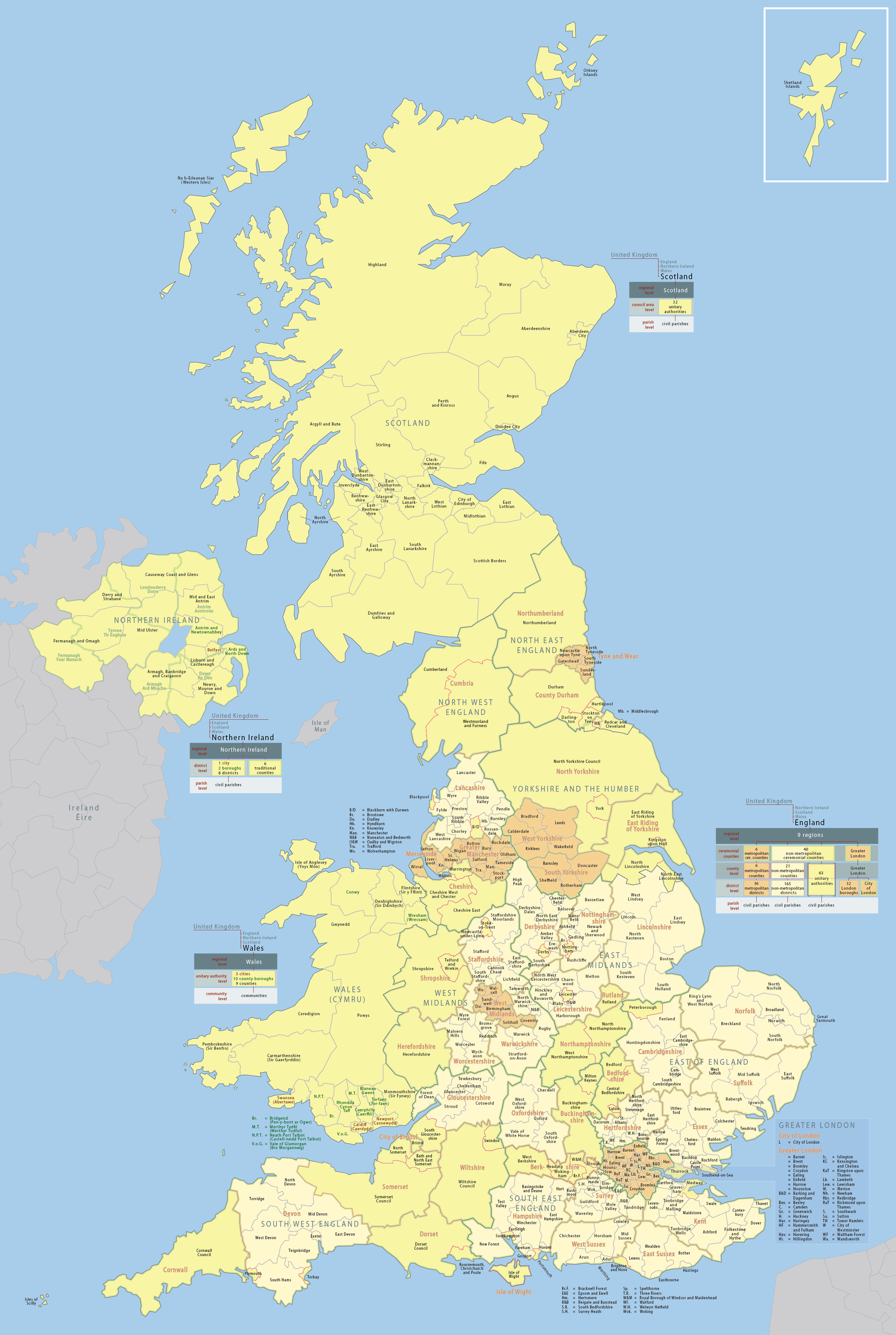

A livello locale, le suddivisioni dell'Inghilterra si distinguono in divisioni amministrative e aree cerimoniali, senza autorità amministrativa.
Non avendo conosciuto l'invasione napoleonica, l'Inghilterra non ha subito quel processo di standardizzazione e uniformizzazione che ha invece coinvolto i paesi del continente europeo; la materia è quindi regolata da svariate leggi che hanno creato altrettanti tipi di tali entità a vario livello e in maniera non uniforme sul territorio.

In generale, l'Inghilterra è suddivisa in nove regioni e quarantotto contee cerimoniali, benché abbiano solamente un ruolo limitato nella pubblica amministrazione. Ai fini dell'amministrazione locale, il Paese è suddiviso in contee, distretti e parrocchie civili. In alcune aree, le contee e i distretti formano una struttura amministrativa a due livelli, mentre in altre sono combinate sotto un'unica autorità unitaria. Le parrocchie civili coprono solamente una parte del territorio inglese.

## Contee

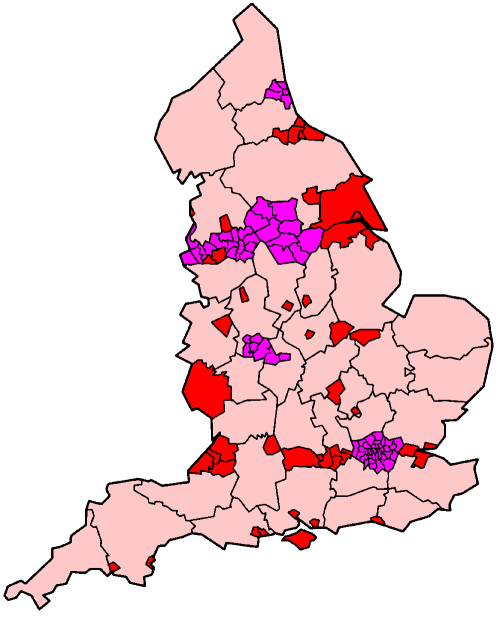
Una mappa dell'Inghilterra con le contee non-metropolitane in rosa, i borghi di Londra e delle contee metropolitane in viola, e le autorità unitarie in rosso.

La contea è la tradizionale e più elevata suddivisione amministrativa inglese, abbastanza somigliante a quello che sul continente è la provincia. Essa ha subito tuttavia negli ultimi secoli varie riforme, per cui il suo concetto è oggi multiforme e poliedrico.
In primo luogo vengono ad individuarsi le contee cerimoniali, ognuna delle quali è retta da un Nobile Luogotenente, rappresentante della Corona inglese in quella contea. Queste contee sono usate dalla maggior parte della gente per descrivere il loro luogo di provenienza o di residenza in Inghilterra, tuttavia non hanno funzione di governo locale, dato che i luogotenenti hanno da secoli subito la stessa spoliazione di poteri civili che ha subìto la figura del sovrano di cui sono rappresentanti. Essendo amministrativamente irrilevanti, esse non hanno subito modifiche confinarie, e possono comprendere centri urbani anche molto vasti.
Sovrapposta, e solo in parte coincidente alla mappa delle contee cerimoniali, vi è la rete delle contee amministrative. Anche questo tipo di struttura, tuttavia, ha subìto varie riforme in relazione all'evoluzione del tessuto urbano: il principio del legislatore fu quello di vedere le contee come enti inutili, e quindi da eliminare, nelle zone ad alta densità abitativa, e di contro come enti necessari nelle zone di campagna, dove esiste la necessità di un'autorità comune del servizio dei molti piccoli centri ivi presenti.
Si distinguono due tipi di contee amministrative:
1. Contee non metropolitane (Shire county): sono le contee più classiche, sorte nelle contee cerimoniali a più alta presenza agricola; sono dotate di un County Council, il consiglio provinciale, e sono un ente amministrativo dotato di piena effettività giuridica;
2. Contee metropolitane (Metropolitan county): sono le contee che comprendono le grandi città inglesi, e sono state sciolte come enti giuridici, devolvendo i loro poteri a livello locale.

## Distretti
Il distretto è la suddivisione amministrativa di base del territorio inglese, abbastanza somiglianti in quanto a poteri a quelli che sul continente sono i municipi, mentre quanto ad estensione sono decisamente più grandi di questi ultimi, essendosi evoluti dalle pievi anziché dalle parrocchie. Dal punto di vista onorifico, e senza cambiare i loro poteri, i distretti possono avere il titolo di borgo, di città o di borgo reale.
Come per le contee, esistono quattro tipi di distretti:
1. Distretto o borgo metropolitano: le contee metropolitane sono state suddivise in distretti metropolitani che sono usualmente chiamati borghi; quando i consigli di contea furono aboliti, i distretti metropolitani hanno acquisito molti dei loro poteri e presero uno status simile a quello delle Autorità Unitarie;
2. Distretto non metropolitano: le contee extraurbane o rurali sono divise in distretti non-metropolitani; qui i poteri locali sono suddivisi fra consigli di distretto e consiglio di contea, in modo da lasciare ampi campi d'intervento alle amministrazioni provinciali;
3. Borghi di Londra: a Londra i 32 consigli dei borghi londinesi e della City condividono i loro poteri con l'Autorità della Grande Londra, che esiste per coordinare le loro attività.

## Autorità unitarie

Unitary authorities

Le autorità unitarie (unitary authorities) sono enti di governo dotati di specifiche funzioni. Sono pari a 55, così ripartiti:
- 49 contee non metropolitane (vedi lista);
- 6 distretti non metropolitani, che sono i sei distretti in cui è ripartita la contea di Berkshire.

L'Isola di Wight, tecnicamente, ha un consiglio di contea e nessun consiglio di distretto. All'atto pratico non vi sono differenze.
Le Isole Scilly non fanno parte della Cornovaglia ai fini amministrativi, ma non costituiscono una contea.

## Greater London
Grande Londra (Greater London) è la città di Londra, governata da una legge speciale che la rende un ente unico nel suo genere equivalente ad una città metropolitana con un proprio sindaco. Londra formalmente non è una contea ma un'area amministrativa, denominata Grande Londra. È stata creata nel 1965 ed il suo consiglio era stato abolito nel 1986 con gli altri consigli metropolitani. Nel 2000 il governo di Tony Blair ricreò un'amministrazione unitaria, ma su basi totalmente nuove: l'Autorità della Grande Londra che la gestisce è concepita come un'enorme città metropolitana con un proprio sindaco. Al contempo, all'interno di Londra esistono i borghi, anch'essi dotati di propri municipi e responsabili dell'amministrazione di zona.

## Parrocchie
La parrocchia civile è la più bassa unità del governo locale in Inghilterra. Tale entità non copre tutto il territorio dell'Inghilterra, ed è specificatamente esclusa a Londra. Le parrocchie non sono infatti degli enti autonomi, ma vengono istituite discrezionalmente ad opera dei distretti che determinano i loro poteri, che possono anche essere puramente consultivi e differire fra parrocchie dello stesso distretto. In casi eccezionali storicamente motivati, le parrocchie possono avere il titolo di città ed essere rette da un sindaco, ma in genere non possiedono neppure un consiglio, avendo come unico organo il convocato annuale di tutti i cittadini.

## La fallita regionalizzazione
Una suddivisione dell'Inghilterra in nove regioni fu proposta nel 1994, e dal 1996 tale ripartizione venne poi usata come circoscrizione elettorale per l'elezione del Parlamento Europeo, in seguito all'imposizione al Regno Unito del sistema proporzionale. L'unica amministrazione creata in applicazione di tale piano è stata l'Autorità che governa Londra. In seguito al rigetto popolare di alcuni referendum che avrebbero dovuto concretizzarlo, il piano di regionalizzazione dell'Inghilterra è tramontato nei primi anni duemila. Le nove regioni che furono proposte sono:
1. Grande Londra (Greater London)
2. Sud Est (South East)
3. Sud Ovest (South West)
4. Midlands Occidentali (West Midlands)
5. Nord Ovest (North West)
6. Nord Est (North East)
7. Yorkshire e Humber (Yorkshire and the Humber)
8. Midlands Orientali (East Midlands)
9. Est dell'Inghilterra (East of England)